# Grayling (Michigan)
Grayling é uma cidade localizada no estado americano de Michigan, no Condado de Crawford.

## Demografia
Segundo o censo americano de 2000, a sua população era de 1952 habitantes.
Em 2006, foi estimada uma população de 1905, um decréscimo de 47 (-2.4%).

## Geografia
De acordo com o United States Census Bureau tem uma área de
5,2 km², dos quais 5,2 km² cobertos por terra e 0,0 km² cobertos por água.

## Localidades na vizinhança
O diagrama seguinte representa as localidades num raio de 40 km ao redor de Grayling.